# I925
L'i925 (conosciuto anche con il nome in codice Alderwood) è un chipset Intel presentato nel 2004 per supportare i Pentium 4 Prescott su socket 775.
Parallelamente all'i925, Intel presentò anche l'i915 (Grantsdale) che offriva prestazioni leggermente inferiori a causa dell'assenza di alcune specifiche tecnologie che miglioravano la latenza di accesso alla memoria RAM e ai bus di sistema, ma a fronte di un costo d'acquisto decisamente più contenuto e quindi maggiormente interessante da parte dei produttori di motherboard che potevano così realizzare prodotti con maggior margine di profitto.
I 2 chipset furono i successori, rispettivamente, dell'i875 (Canterwood) e dell'i865 (Springdale), presentati nel 2003.

## Caratteristiche tecniche

Schema a blocchi del chipset i925X

Essendo una versione potenziata dell'i915, le caratteristiche dell'i925 erano praticamente le stesse e veniva prodotto nel package "Ball Grid Array 1257" da 37,5x40 mm.
Il socket diventava il nuovo LGA 775 utilizzato da Intel ancora oggi per le sue CPU; per questo motivo le motherboard basate sui chipset della serie 9xx potevano accogliere solo il Pentium 4 con core Prescott, dato che non vennero mai prodotte CPU Pentium 4 Northwood per questo socket. Il bus per il processore invece rimaneva quello quad pumped a 800 MHz ma non a 533 MHz e proprio a causa di tale limitazione, a differenza dell'i915, l'i925 poteva accogliere solo i Pentium 4 e non i Celeron D (che sfruttavano proprio il BUS a 533 MHz). Inoltre offriva supporto alla tecnologia Hyper-Threading implementata in tutti i Pentium 4 basati sul nuovo tipo di socket.
Anche il tipo di memoria RAM supportata era cambiato con i nuovi chipset. Nell'i925 Alderwood era presente solo il supporto dual channel fino a 4 GB della nuova memoria DDR2-533, mentre l'i915 offriva anche il supporto alla tradizionale DDR.
Lo slot AGP 8x lasciò il posto alla nuova interfaccia di connessione PCI Express x16, che è tuttora la base per le schede grafiche di fascia alta e lasciava libero il supporto per altre 4 linee aggiuntive PCI Express. Il southbridge divenne l'ICH6 che, come il precedente, consentiva ai produttori di schede madri di integrare fino a 8 porte USB 2.0. Rimaneva ancora il controller per 2 canali PATA di tipo UltraATA 100 con supporto RAID, ma veniva integrata anche la modalità "1" oltre alla "0" già presente precedentemente, e la nuova Intel Matrix per creare una configurazione simile ad un RAID "0+1" utilizzando però solo 2 hard disk. Anche il supporto agli hard disk SATA venne potenziato diventando compatibile con 4 porte SATA-150 (l'i875 Canterwood ne supportava solo 2) e dischi con NCQ, mentre gli slot PCI montati nel sistema potevano essere fino a 6.
Inoltre, lo standard audio integrato divenne l'Intel High Definition Audio, chiamato da Intel con il nome in codice Azalia. La qualità era nettamente migliorata rispetto a quella dello standard AC '97 e, per la prima volta, un sistema audio integrato poteva svolgere le funzioni di un impianto home theater.
Dato che l'interfaccia di connessione era diventata quella PCI Express, Intel decise di offrire il supporto alla scheda di rete (da 100 Mbit/s) attraverso questo protocollo, in luogo dei precedenti PCI e CSA. Quando l'i925 veniva abbinato al southbridge ICH6-W era disponibile un controller di rete wireless integrato chiamato Intel Wireless Connect e in grado di trasformare il sistema in un access point.
Una caratteristica chiamata Ehnanced Memory Pipelining, esclusiva dell'i925, aveva lo scopo di incrementare la saturazione dei 2 canali di memoria RAM, ma i fatti dimostrarono che l'aumento prestazionale ottenibile era minimo, mentre la tecnologia Intel Flex Memory Technology consentiva, con risultati discreti, di utilizzare la configurazione dual channel con moduli di memoria differenti, facilitando così gli aggiornamenti.

Schema a blocchi del chipset i925XE (BUS aumentato a 1066 MHz)

Infine, anche la comunicazione tra Northbridge e southbridge venne notevolmente migliorata, infatti la tradizionale interfaccia a 266 MB/s venne sostituita dalla cosiddetta Direct Media Interface da 1 GB/s (nei chipset attuali è di ben 2 GB/s) basata anch'essa sul BUS PCI Express e di conseguenza non era possibile abbinare i precedenti southbridge (ad esempio l'ICH5) ai nuovi northbridge, data l'incompatibilità dei vecchi ICH con lo standard PCI Express.

### Versione potenziata di Alderwood
Quando Intel presentò il primo Pentium 4 Extreme Edition con BUS a 1066 MHz, basato su core Gallatin, a novembre 2004, venne resa disponibile una versione potenziata del chipset i925 Alderwood, in grado di supportare ufficialmente tale frequenza di BUS.
Le versioni disponibili erano le seguenti:
- i925X - versione "base"
- i925XE - supporto al BUS a 1066 MHz

## Il successore
L'i925 e la sua versione economica i915, furono rimpiazzati da Intel nel corso del 2005 dagli i955 e i975 (Glenwood) e dall'i945 (Lakeport). A differenza di quanto avvenuto in passato, questi chipset non apportarono alcuna rivoluzione nelle piattaforme Intel ma si limitarono ad ottimizzare una serie di aspetti e aumentare gradualmente le possibilità di espansione del sistema, offrendo supporto a BUS e memorie RAM più veloci, oltre che a un maggior numero di linee PCI Express e ai primi processori dual core Pentium D.